# 7060 Al-ʻIjliya
7060 Al-ʻIjliya eller 1990 SF11 är en asteroid i huvudbältet som upptäcktes den 16 september 1990 av den amerikanske astronomen Henry E. Holt vid Palomarobservatoriet. Den är uppkallad efter uppfinnaren och astronomen Mariam al-ʻIjliya.